# Либштёкль, Ганс
Ганс Либштёкль (нем. Hans Liebstöckl; 26 февраля 1872, Вена — 24 апреля 1934, Вена) — австрийский журналист, театральный критик и переводчик. Отец Фредерика Либштёкля.
Родился в семье военного, его отец Фридрих Иоганн Либштёкль дослужился до чина полковника. Изучал философию и право в Венском и Пражском университетах, одновременно учился игре на скрипке в Пражской консерватории у Антона Бенневица.
На рубеже веков начал сотрудничать в различных венских газетах как журналист, театральный и музыкальный критик. Вершиной журналистской карьеры Либштёкля стало руководство газетой Illustrirtes Wiener Extrablatt и основанным в 1924 году театрально-музыкальным журналом Die Bühne. Некоторые статьи и рецензии Либштёкля были собраны в книгу «С воскресенья на понедельник» (нем. Von Sonntag auf Montag; 1922).
Написал либретто к одноактной опере Макса фон Оберляйтнера «Афродита» (1912, по одноимённому роману Пьера Луиса. Перевёл ряд оперных либретто на немецкий язык — в частности, для опер Эрманно Вольфа-Феррари «Ожерелье Мадонны», Жана Нугеса «Quo Vadis?», Енё Хубаи «Анна Каренина».